# Ed Skrein
Edward George Skrein (Camden, 29 marzo 1983) è un attore britannico.

## Biografia
Dopo la laurea in arte alla Central Saint Martins, Skrein inizia la propria carriera nello spettacolo come musicista rap. Nel 2007 esce il suo primo album, The Eat Up. Successivamente, Skrein inizia a dedicarsi alla recitazione e nel 2012 fa il suo esordio nel film Ill Manors, in un ruolo scritto appositamente per lui dall'amico Ben Drew.
L'anno successivo entra nel cast della terza stagione della serie televisiva HBO Il Trono di Spade nel ruolo di Daario Naharis, venendo però sostituito da Michiel Huisman a partire dalla stagione successiva. Nel 2015 interpreta Frank Martin Jr, il protagonista di The Transporter Legacy, nuova edizione della serie di film d'azione di Transporter ideata da Luc Besson. Tra gli altri ruoli notevoli, si ricordano quello nel film I vichinghi dove recita insieme a Ryan Kwanten nel 2014, mentre nel 2016 ha ottenuto la parte del villain Ajax (Francis Freeman) nel film Deadpool.
Ad agosto 2017 Skrein entra nel cast di Hellboy nel ruolo del personaggio asiatico Ben Daimio, ma l'attore decide di rinunciare al ruolo pochi giorni dopo a causa delle accuse di whitewashing mosse contro la pellicola.
Reciterà nel 2018 nel film Netflix Tau e, sempre nello stesso anno, otterrà una parte in Se la strada potesse parlare. Nel 2019 recita in Alita - Angelo della battaglia, un film di Robert Rodriguez.
Nel 2019 è il protagonista del film Midway dove interpreta il pilota statunitense  Richard "Dick" Best e nello stesso anno interpreta Borra nel film Maleficent - Signora del male al fianco di Angelina Jolie. 
Nel 2023 dà il volto allo spietato ammiraglio Atticus Noble nel film Rebel Moon - Parte 1: Figlia del fuoco diretto da Zack Snyder con Sofia Boutella. Nel 2024 riprende tale ruolo nel sequel Rebel Moon - Parte 2: La sfregiatrice.

## Filmografia

### Cinema
- Piggy, regia di Kieron Hawkes (2012)
- Ill Manors, regia di Ben Drew (2012)
- The Sweeney, regia di Nick Love (2012)
- I vichinghi (Northmen - A Viking Saga), regia di Claudio Fäh (2014)
- La spada della vendetta (Sword of Vengeance), regia di Jim Weedon (2015)
- Tiger House, regia di Thomas Daley (2015)
- The Transporter Legacy (The Transporter Refueled), regia di Camille Delamarre (2015)
- Kill Your Friends, regia di Owen Harris (2015)
- Deadpool, regia di Tim Miller (2016)
- The Model, regia di Mads Matthiesen (2016)
- Tau, regia di Federico D'Alessandro (2017)
- In Darkness - Nell'oscurità (In Darkness), regia di Anthony Byrne (2018)
- Se la strada potesse parlare (If Beale Street Could Talk), regia di Barry Jenkins (2018)
- Ti presento Patrick (Patrick), regia di Mandie Fletcher (2018)
- Alita - Angelo della battaglia (Alita: Battle Angel), regia di Robert Rodriguez (2019)
- Maleficent - Signora del male (Maleficent: Mistress of Evil), regia di Joachim Rønning (2019)
- Midway, regia di Roland Emmerich (2019)
- Mona Lisa and the Blood Moon, regia di Ana Lily Amirpour (2021)
- Naked Singularity, regia di Chase Palmer (2021)
- Ero una popstar, regia di Eddie Sternberg (2022)
- Rebel Moon - Parte 1: Figlia del fuoco (Rebel Moon - Part One: A Child of Fire), regia di Zack Snyder (2023)
- Rebel Moon - Parte 2: La sfregiatrice (Rebel Moon - Part Two: The Scargiver), regia di Zack Snyder (2024)
- Jurassic World - La rinascita (Jurassic World Rebirth), regia di Gareth Edwards (2025)

### Televisione
- Il Trono di Spade (Game of Thrones) – serie TV, episodi 3x08-3x09-3x10 (2013)
- The Tunnel – serie TV, episodi 1x02-1x03-1x05 (2013)
- Tutta la luce che non vediamo (All the Light We Cannot See) – miniserie TV (2023)

## Doppiatori italiani
Nelle versioni in italiano delle opere in cui ha recitato, Ed Skrein è stato doppiato da:
- Stefano Crescentini ne Il Trono di Spade, The Transporter Legacy, Tau, Se la strada potesse parlare, Ti presento Patrick, Maleficent - Signora del male, Naked Singularity
- Edoardo Stoppacciaro ne I vichinghi, Alita - Angelo della battaglia, Mona Lisa and the Blood Moon
- Gabriele Sabatini in Rebel Moon - Parte 1: Figlia del fuoco, Rebel Moon - Parte 2: la sfregiatrice
- Marco Vivio in In Darkness - Nell'oscurità, Jurassic World - La rinascita
- Frank Messina in Deadpool
- Gianfranco Miranda in Midway
- Francesco Pezzulli in Tutta la luce che non vediamo